# Grand Prix automobile de Belgique 1993
GP précédent GP suivant
Le Grand Prix automobile de Belgique 1993 (Belgian Grand Prix), disputé sur le circuit de Spa-Francorchamps situé près de Spa en Belgique le 29 août 1993, est la quarantième édition du Grand Prix, le 544e Grand Prix de Formule 1 couru depuis 1950 et la douzième manche du championnat 1993.

## Classement
| Pos. | No | Pilote               | Écurie                  | Tours | Temps/Abandon                      | Grille | Points |
| ---- | -- | -------------------- | ----------------------- | ----- | ---------------------------------- | ------ | ------ |
| 1    | 0  | Damon Hill           | Williams-Renault        | 44    | 1 h 24 min 32 s 124 (217,795 km/h) | 2      | 10     |
| 2    | 5  | Michael Schumacher   | Benetton-Ford           | 44    | + 3 s 668                          | 3      | 6      |
| 3    | 2  | Alain Prost          | Williams-Renault        | 44    | + 14 s 988                         | 1      | 4      |
| 4    | 8  | Ayrton Senna         | McLaren-Ford            | 44    | + 1 min 39 s 763                   | 5      | 3      |
| 5    | 12 | Johnny Herbert       | Lotus-Ford              | 43    | + 1 tour                           | 10     | 2      |
| 6    | 6  | Riccardo Patrese     | Benetton-Ford           | 43    | + 1 tour                           | 8      | 1      |
| 7    | 25 | Martin Brundle       | Ligier-Renault          | 43    | + 1 tour                           | 11     |        |
| 8    | 7  | Michael Andretti     | McLaren-Ford            | 43    | + 1 tour                           | 14     |        |
| 9    | 30 | Jyrki Järvilehto     | Sauber-Ilmor            | 43    | + 1 tour                           | 9      |        |
| 10   | 28 | Gerhard Berger       | Ferrari                 | 42    | Collision                          | 16     |        |
| 11   | 26 | Mark Blundell        | Ligier-Renault          | 42    | Collision                          | 15     |        |
| 12   | 19 | Philippe Alliot      | Larrousse-Lamborghini   | 42    | + 2 tours                          | 18     |        |
| 13   | 22 | Luca Badoer          | Scuderia Italia-Ferrari | 42    | + 2 tours                          | 24     |        |
| 14   | 21 | Michele Alboreto     | Scuderia Italia-Ferrari | 41    | + 3 tours                          | 25     |        |
| 15   | 3  | Ukyo Katayama        | Tyrrell-Yamaha          | 40    | + 4 tours                          | 23     |        |
| Abd. | 20 | Érik Comas           | Larrousse-Lamborghini   | 37    | Pompe à essence                    | 19     |        |
| Abd. | 9  | Derek Warwick        | Footwork-Mugen-Honda    | 28    | Panne électrique                   | 7      |        |
| Abd. | 29 | Karl Wendlinger      | Sauber-Ilmor            | 27    | Moteur                             | 12     |        |
| Abd. | 4  | Andrea De Cesaris    | Tyrrell-Yamaha          | 24    | Moteur                             | 17     |        |
| Abd. | 23 | Christian Fittipaldi | Minardi-Ford            | 15    | Perte d'une roue                   | 22     |        |
| Abd. | 24 | Pierluigi Martini    | Minardi-Ford            | 15    | Sortie de piste                    | 21     |        |
| Abd. | 10 | Aguri Suzuki         | Footwork-Mugen-Honda    | 14    | Suspension                         | 6      |        |
| Abd. | 14 | Rubens Barrichello   | Jordan-Hart             | 11    | Roulement de roue                  | 13     |        |
| Abd. | 27 | Jean Alesi           | Ferrari                 | 4     | Suspension                         | 4      |        |
| Abd. | 15 | Thierry Boutsen      | Jordan-Hart             | 0     | Boîte de vitesses                  | 20     |        |
| Np.  | 11 | Alessandro Zanardi   | Lotus-Ford              |       | Accident aux essais                |        |        |

## Pole position et record du tour
- Pole position : Alain Prost en 1 min 47 s 571 (vitesse moyenne : 233,394 km/h).
- Meilleur tour en course : Alain Prost en 1 min 51 s 095 au 41e tour (vitesse moyenne : 225,990 km/h).

## Tours en tête
- Alain Prost : 30 (1-30)
- Damon Hill : 14 (31-44)

## Statistiques
- 2e victoire pour Damon Hill.
- 70e victoire pour Williams en tant que constructeur.
- 50e victoire pour Renault en tant que motoriste.
- 1368e et dernier point pour l'écurie Team Lotus.
- 163e et dernier Grand Prix pour Thierry Boutsen qui se retire de la Formule 1 et est remplacé par Marco Apicella à Monza.